# Petrocallis
Petrocallis là chi thực vật có hoa trong họ Cải.